# Jeppe Prehn
Jeppe Prehn (29. august 1803 i København – 28. november 1850 i Reichenbach) var en dansk amtmand og matematiker, bror til Friedrich Christian Prehn.

## Biografi
Han blev født i København, hvor hans fader, Johan Friedrich Prehn, da var ansat i Rentekammeret. Han gik i Domskolen i Ratzeburg, hvorhen faderen senere var forflyttet, gik som student i 1821 til universitet i Göttingen, i 1822 til universitetet i Kiel og studerede trods sin egen lyst til matematikken efter forældrenes ønske jura, tog 1825 juridisk eksamen i Kiel og blev 1828 fuldmægtig, 1830 kontorchef i Rentekammeret i København. 1834 vaklede han mellem at søge et matematisk professorat i Kiel og amtmandspladsen i Steinhorst i Lauenborg. Han foretrak og fik den sidste og giftede sig samme år, forflyttedes 1848 til Ratzeburg. Han døde 28. november 1850 i Reichenbach på en sundhedsrejse til Italien.
Matematik og dens tekniske anvendelse har Prehn bl.a. studeret, dog ved siden af juryvæsen, under et ophold 1829-30 i Paris, hvor han bl.a. blev bekendt med Siméon Denis Poisson. Det var dog først i hans allersidste leveår, at han følte sig kaldet til matematisk forfattervirksomhed og i August Crelles Journal für das Mathematik offentliggjorde dels nogle matematiske undersøgelser vedrørende dampmaskinen, dels en større afhandling, hvori han søger at hævde betydningen af divergente rækker som fremstillende aritmetiske middelværdier. En af ham opfunden kalorisk maskine er aldrig kommet i brug. 